# Ilha Horn (Queensland)
A Ilha Horn (Narupai [Nœrupai/Nurupai]) é uma ilha do estreito de Torres, no extremo norte de Queensland, entre a Austrália e a Papua-Nova Guiné. Segundo o censo australiano de 2006, a ilha contava com uma população de 585 pessoas, em sua maioria autóctones, relacionados aos papuas.